# SZ Водолея
SZ Водолея (лат. SZ Aquarii), HD 215059 — одиночная переменная звезда в созвездии Водолея на расстоянии приблизительно 5390 световых лет (около 1653 парсеков) от Солнца. Видимая звёздная величина звезды — от +10,4m до +8,4m.

## Характеристики
SZ Водолея — красно-оранжевый сверхгигант, пульсирующая медленная неправильная переменная звезда (LC) спектрального класса K0-M3eIa или KIab/bep. Эффективная температура — около 3510 К.